# Fran (football)
Pour les articles homonymes, voir Francisco González, González et Fran.
Francisco Javier González dit « Fran » est un footballeur international espagnol né le 14 juillet 1969 à Frións (Ribeira) en Galice. Évoluant au poste de milieu de terrain, il effectue la totalité de sa carrière au Deportivo La Corogne, club où il joue de 1988 à 2005 et dont il est le joueur le plus capé de son histoire avec 700 matchs.

## Biographie

### En club
Fran est un des joueurs majeurs passés par la Corogne. Il arrive au club en 1987 après quelques années dans le club de sa ville natale de Ribeira en Galice. Il fait alors ses gammes pendant un an (durant la saison 1987-1988) dans les rangs de Fabril, la réserve du Deportivo La Corogne. Il fait ses vrais débuts avec l'équipe première en Liga le 31 août 1991 lors d'une défaite face à Valence (1-2). 
À l'orée de la saison 1995-1996, il signe au Real Madrid avant finalement de se rétracter et de casser son contrat avec les Merengues. Il retourne alors en Galice dans son club de cœur de La Corogne, où sa vision du jeu au milieu de terrain fait merveille au sein du collectif des bleus et blancs.
Il aide le club galicien à obtenir son unique titre de champion d'Espagne lors de la saison 1999-2000. À cause d'une accumulation de blessures, Fran ne dispute cette année-là que 22 matches. 
En 2004, il atteint avec la Corogne les demi-finales de la Ligue des champions, en étant éliminé par le FC Porto, futur vainqueur de l'épreuve. Il est l'auteur d'un but en quart de finale face au club italien du Milan AC.
Fran met fin à sa carrière à l'issue de la saison 2004-2005, après 17 ans de bons et loyaux services pour La Corogne, dont 14 passés en première division. Son dernier match a lieu le 22 mai 2005 lors d'un match perdu à domicile contre le RCD Majorque (0-3). 
Au total, Fran dispute 668 matches pour son club de cœur, toutes compétitions confondues, inscrivant 61 buts. Il joue notamment 435 rencontres en première division, marquant 44 buts, et 43 matchs au sein de la prestigieuse Ligue des champions (deux buts).
En 2008, Fran fait son retour dans les rangs du Deportivo mais au sein de l'équipe de futsal du club en compagnie de quelques-uns de ses glorieux coéquipiers de l'équipe dit du Super Depor qui fit trembler les grands de la Liga au début des années 2000 : Donato, Djalminha, Noureddine Naybet ou encore Jacques Songo'o.
En juillet 2016, il rejoint le staff technique de Pep Guardiola à Manchester City.

### En équipe nationale
Fran est sélectionné à 16 reprises en équipe d'Espagne entre 1993 et 2000, inscrivant deux buts.
Il joue son premier match en équipe nationale le 27 janvier 1993, à l'occasion d'un match amical contre le Mexique (score : 1-1 à Las Palmas). Il inscrit deux buts en mars 1999, tout d'abord contre l'Autriche (victoire 9-0 à Valence), puis contre Saint-Marin (victoire 0-6 à Serravalle).
Il dispute ensuite le championnat d'Europe 2000 organisé aux Pays-Bas et en Belgique. Il joue deux matchs lors de ce tournoi. Le match contre la République fédérale de Yougoslavie (victoire 4-3) sera d'ailleurs le dernier match joué par Fran en sélection.

### Famille
Son fils, Nicolás González, est actuellement joueur à Manchester City depuis février 2025. 
```
21.
```

## Palmarès
- Champion d'Espagne en 2000 avec le Deportivo la Corogne
- Vice-champion d'Espagne en 1994, 1995, 2001 et 2002 avec le Deportivo la Corogne
- Vice-champion d'Espagne D2 en 1991 avec le Deportivo la Corogne
- Vainqueur de la Coupe du Roi en 1995 et 2002 avec le Deportivo la Corogne
- Vainqueur de la Supercoupe d'Espagne en 1995, 1999 et 2002 avec le Deportivo la Corogne

## Distinctions personnelles
- Prix Don Balón du meilleur joueur espagnol en 1993